# RD-0124
L'RD-0124 és un motor de coet que crema oxigen líquid i querosè en un cicle de combustió esglaonada. Els motors RD-0124 s'utilitzen en el Soiuz-2.1b. També es farà servir una versió modificada del coet en la futura família de coets Angarà. L'RD-0124 és desenvolupat per l'Oficina de Disseny Khimavtomatiki.